# Tổng binh
Tổng binh (giản thể: 总兵; phồn thể: 總兵; bính âm: Zǒng bīng) là danh xưng một chức quan võ vào hai triều Minh và Thanh tại Trung Quốc, thời gian thực thi từ cuối thế kỷ 14 đến đầu thế kỷ 20. Dưới thời nhà Minh, danh xưng này không có phẩm chế, còn vào thời nhà Thanh thường sẽ mang hàm chính nhị phẩm; gần với chức quân đoàn trưởng hiện nay. Trong lục doanh thời Thanh, quân giai theo thứ tự từ cao xuống thấp là: đề đốc, tổng binh, phó tướng, tham tướng, du kích, đô ti, thủ bị, thiên tổng và bả tổng.
Thời kỳ nhà Minh từ thế kỷ 14 đến 17, tổng binh không có phẩm cấp mà chỉ là quan danh của quan võ, thống lĩnh binh sĩ, thông thường kiêm nhiệm công hầu hoặc đô đốc địa phương. Đến thời nhà Thanh, quân quyền quy về các tuần phủ đề đốc của các tỉnh (quan văn), các tổng binh quan võ được mang hàm chính nhị phẩm, tùy thuộc vào cư dân, số lượng binh thống lĩnh có sự khác biệt, thông thường là khoảng 15.000. Tính chung, vào thời nhà Thanh toàn Trung Quốc có khoảng 83 tổng binh, trong đó, tổng binh lục lộ ước tính là 70, tổng binh thủy lộ là 13, thống hạt 18 tỉnh với 514 phòng doanh, tổng binh lực là 63 vạn.

## Tổng binh Việt Nam
Tổng binh Việt Nam bắt đầu từ nhà Lê Đại Thần Nguyễn Xí đưa Lê Thánh Tông lên làm vua chấn chỉnh lại quân đội chia thành 15 đạo trong cả nước đó có 10 người con trai của Nguyễn Xí được vua Lê Thánh Tông phong làm tổng binh đóng ở quân Đại việt tổng cộng 60 vạn quân các tổng binh thao luyện quân đội cai quản đất phong, các tổng binh thường được phong tước công hầu bá con cái tham gia quân đội được phong tướng lập được công lớn sẽ được kế tục cha làm tổng binh nếu trường hợp lập công trạng lớn sẽ được cha truyền con nối theo thể chế vua cho phép, ban đầu tổng binh chỉ quản lý quân đội bảo vệ lãnh thổ, sau này còn quản lý hành chính nhà nước, đến thời Nhà Nguyễn chức tổng binh đổi tên làm gọi là tổng đốc cai quản quản lý đất các tỉnh.